# Sankt Hans Kloster (Slesvig)
Sankt Hans Kloster (Sankt Johannis Kloster) er et forhenværende kloster fra middelalderen. Klostret er beliggende på Sliens nordlige bred på Holmen i Slesvig by.
Klostret er opkaldt efter Johannes Døberen. Store dele af klostret er frit tilgængelig, men enkelte bygningerne kræver omvisning. Hele anlægget er fredet.

## Beskrivelse
Klostret omtales første gang 1251, men er formentlig allerede oprettet omkring 1200 på en ældre sognekirke fra cirka 1160. Det firefløjede kloster blev oprettet af benediktinernonner, der flyttede fra Guldholm Kloster nord for byen, hvor både munke og nonner boede. Munkene kom til Ryd Kloster, hvor nu Lyksborg Slot ligger, og nonnerne blev sendt til Holmen i Slesvig. Klostret på Holmen regnes for det bedst bevarede middelalderlige klosterkompleks i Sydslesvig og hele Slesvig-Holsten.
På stedet lå før en romansk kampestenkirke fra tiden før 1170, hvoraf dele indgik i den nuværende enskibede klosterkirke, som nonnerne lod beklæde med tufsten. Den nuværende kirke er fra begyndelsen af 1200-tallet. I stedet for tårn blev der bygget en tagrytter med klokke. Kirkens alterrum domineres af barokelementer såsom hovedalteret med billedet af den korsfæstede Kristus fra 1712, prædikestolen og konventualindernes ti små bønnekamre fra tiden mellem 1711 og 1717. Nævnes bør også klostrets gotiske sakramenthus fra omkring 1450. Et sakramenthus er et tårnlignende skab for at opbevare monstrans og hostie i den romersk-katolske kirke. Korsportalen mellem koret og langhuset stammer fra tiden mellem 1505 og 1525. Den viser korsgruppen med Jesus Kristus, Jomfru Maria og Johannes Døberen og indskriften INRI. I 1936 blev der frilagt middelalderlige kalkmalerier (freskomalerier) i gotisk stil på langhusets vestlige væg. På den lille kirkegård ved siden af klosterkirken ligger priorindernes grave. Af klostrets værdifulde inventar er der blandt andet bevaret nonnernes korstole i refektoriet (klostrets spisesal) fra omkring 1240, som regnes for de ældste i Sydslesvig. Stolene er udsmykket med nordiske ornamenter. I katolsk tid stod de også inde i kirken. Nævnes kan også klostrets træfad med Johannes Døberens hoved og klostrets sølvtøj, som ifølge legenden skal stamme fra digteren Johann Wolfgang von Goethe. Klostrets refektorium er den eneste bygningsdel med kælder under. Klosterkirken, refektoriet og kapitelsalen er forbundet via de korshvælvede korsgange, der omslutter en lille klostergård. I 1299 og 1487 brændte store dele af klostret, men blev hver gang genopbygget. 
Ved reformationen blev klostret omdannet til en adelig stift og de katolske nonner blev til protestantiske konventualinder. I klostret havde den slesvig-holstenske adels ugifte døtre senere livslang ret til at bo. Boligerne befinder sig direkte ved korsgangen.
Klostret ejede frem til 1800-tallet store jordbesiddelser i omegnen, især i det sydlige Angel og øst for Haddeby Nor. I 1800-tallet omfattede klostrets jordbesiddelser i alt 6500 hektar, deriblandt var 84 bøndergårde, 140 kådnersteder, 4 vindmøller og tre landsbykirker. Senere blev de enkelte ejendomme bortsolgt.

## Bibelcenter
Provsternes bolighus rummer siden 1994 et bibelcenter med udstillinger om Bibelens oprindelse. Ved siden af provsthuset blev der i 1996/97 anlagt en såkaldt bibelhave med en samling af urter, buske og træer, der alle er nævnt i Det Nye og Det Gamle Testamente. Ved siden af bibelhaven blev der oprettet en lille skulpturpark, hvor skulpturer tematiserer bibelske profetier og siden 2006 også Bibelens dyr. 
I maj 2010 blev den såkaldte jesusbåd søsat. Jesusbåden er en rekonstruktion af resterne af en fiskerbåd fra Jesu tid, arkæologerne fandt 1986 ved Genesaret sø i Israel. Den 8,50 meter lange og 2,50 meter brede båd blev bygget på museumsværftet i Flensborg efter de originale fund i eg og lærk og søsat i maj 2010 i Flensborg Fjord. Derefter blev den under råsejl overført til Slesvig byhavn. Jesusbåden fik navnet Ichtys (se Fisken som kristent symbol) og indgår nu i bibelcentrets oplevelsespædagogiske program med korte sejlture på Slien.

## Klosterprovster
Denne liste er ufuldstændig; hjælp gerne med at udfylde den.
- Ditlev Reventlow
- 1725-1732 Heinrich Reventlow
- Ditlev Reventlow
- 1744-1777 Wulf von Ahlefeldt
- 1777-1829 Carl Friedrich Ulrich von Ahlefeldt-Dehn
- 1840-1847 Theodor Reventlow
- 1852-1862 Wulf Henning Ernst Wilhelm von Rumohr
- 1863-1875 Ulrich Ludwig Hans von Brockdorff
- 1876-1912 Rochus von Liliencron

## Galleri
- Provsternes bolighus fra 1754, i dag et bibelcenter
- Refektorium fra 1487 (≈ Remter)
- Nonnernes korstole i refektoriet fra omkring 1240 med udskæringer med nordiske ornamenter
- Korsgang (≈ Sval, hvilket betyder kølig overdækket gang) med korshvælving
- Udskåret træfad med Johannes Døberens hoved
- Barok prædikestol i klosterkirken
- Konventualindernes bønnekammer i klosterkirken
- Gotisk sakramenthus fra omkring 1450 i klosterkirkens alterrum